# Dolores Martí de Detrell
Dolores Martí de Detrell (f. Barcelona, 20 de agosto de 1880) fue una maestra y escritora española.

## Biografía
Natural de la localidad barcelonesa de Igualada, siguió la carrera de maestra y fue auxiliar del colegio dirigido en Barcelona por Pilar Pascual de San Juan. También fue directora de varios centros en esa misma ciudad y en Vic y Badalona. En la ciudad condal, colaboró en El Monitor de Primera Enseñanza y publicó las obras La educación en imágenes, Formulario de contabilidad doméstica (1876), La urbanidad en acción, colección de cuentos morales basados en la misma (1878) y Tiernos diálogos entre una señora amiga de la infancia, y una niña de noble corazón (1877).
Falleció a los treinta y siete años de edad el 20 de agosto de 1880. 